# 기타호타카촌
기타호타카촌(일본어: 北穂高村)은 일본 나가노현 미나미아즈미군에 있던 촌이다. 

## 역사
- 1889년 4월 1일 - 정촌제 시행에 의해 기타호타카촌이 단독으로 자치체를 형성하였다.
- 1954년 11월 3일 - 호타카정, 아리아케촌, 니시호타카촌과 합병해 새로운 호타카정이 성립하여, 동일 기타호타카촌은 폐지되었다.

## 교통

### 철도
- 일본국유철도
  - 오이토선

### 도로
- 국도 제147호선

## 참고문헌
- 角川日本地名大辞典 20 長野県